# Barleria amanensis
Barleria amanensis är en akantusväxtart som beskrevs av Gustav Lindau. Barleria amanensis ingår i släktet Barleria och familjen akantusväxter. Inga underarter finns listade i Catalogue of Life.